# Thunder Bay
Thunder Bay é uma cidade da província canadense de Ontário. Localizada no litoral norte do Lago Superior, Thunder Bay possui uma população de aproximadamente 120 mil habitantes.